# 氟化釔鋰
氟化釔鋰（Yttrium lithium fluoride）的化學式是LiYF4，有時會簡稱YLF，是一種雙折射的晶體，一般會掺入元素钕，有時也會摻入铥、鉺等元素。是固態雷射中的主動雷射介質，也用在近紅外線激光器中。
釔是氟化釔鋰裡的置換元素。氟化釔鋰的莫氏硬度5，比其他晶體雷射介質（例如釔鋁石榴石）要低很多，其優點是在加工的磨損較小，和其他光學元件的匹配性較好，不過缺點是在加工時較容易有裂紋或碎裂。
氟化釔鋰的熱導率4.36 W/m K，比玻璃高，且具有負熱透鏡效應，比較不會因為溫度而影響雷射的性能。